# Tržačka Raštela
Tržačka Raštela är en ort i Bosnien och Hercegovina.   Den ligger i entiteten Federationen Bosnien och Hercegovina, i den västra delen av landet, 240 km nordväst om huvudstaden Sarajevo. Tržačka Raštela ligger 272 meter över havet och antalet invånare är 6 617.
Terrängen runt Tržačka Raštela är huvudsakligen platt. Tržačka Raštela ligger nere i en dal. Runt Tržačka Raštela är det ganska tätbefolkat, med 93 invånare per kvadratkilometer.. Närmaste större samhälle är Bihać, 18,9 km söder om Tržačka Raštela. 
Omgivningarna runt Tržačka Raštela är en mosaik av jordbruksmark och naturlig växtlighet.